# Gornja Brela
Gornja Brela nebo též Brela Gornja je vesnice v Chorvatsku ve Splitsko-dalmatské župě v opčině Brela. V roce 2011 zde žilo 128 obyvatel. 
Vesnice je poprvé zmiňována roku 950 jako Berulia. 
Gornja Brela se člení na 5 částí:
- Subotišće
- Škrabići
- Carevići
- Zaveterje
- Gornja Mala

Téměř celé území vesnice se nachází v přírodním parku Biokovo. Vesnice je vzdálena 7 km od exitu 29 - Šestanovac na chorvatské dálnice A1 ze Záhřebu na Split.

## Galerie

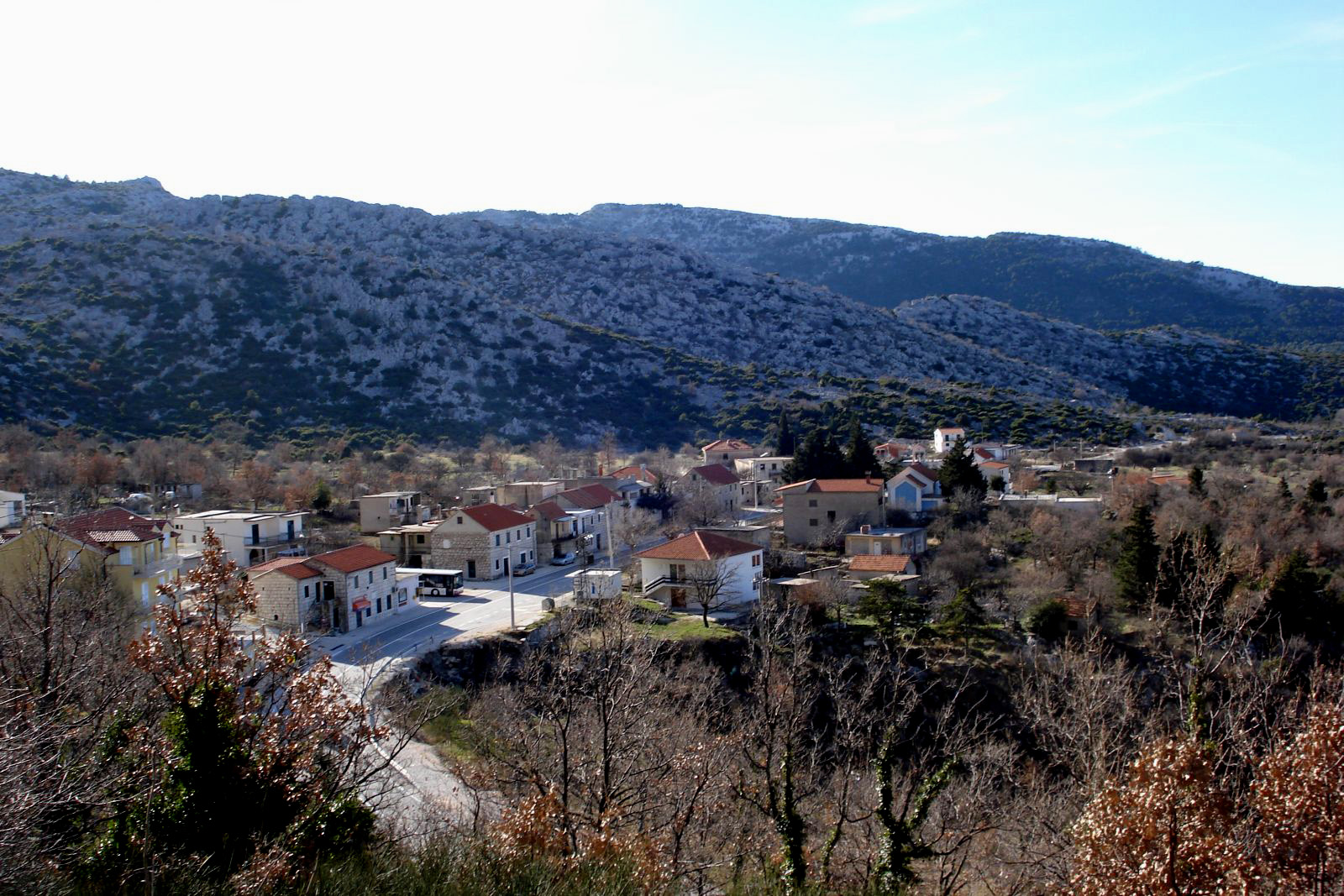
Subotišće
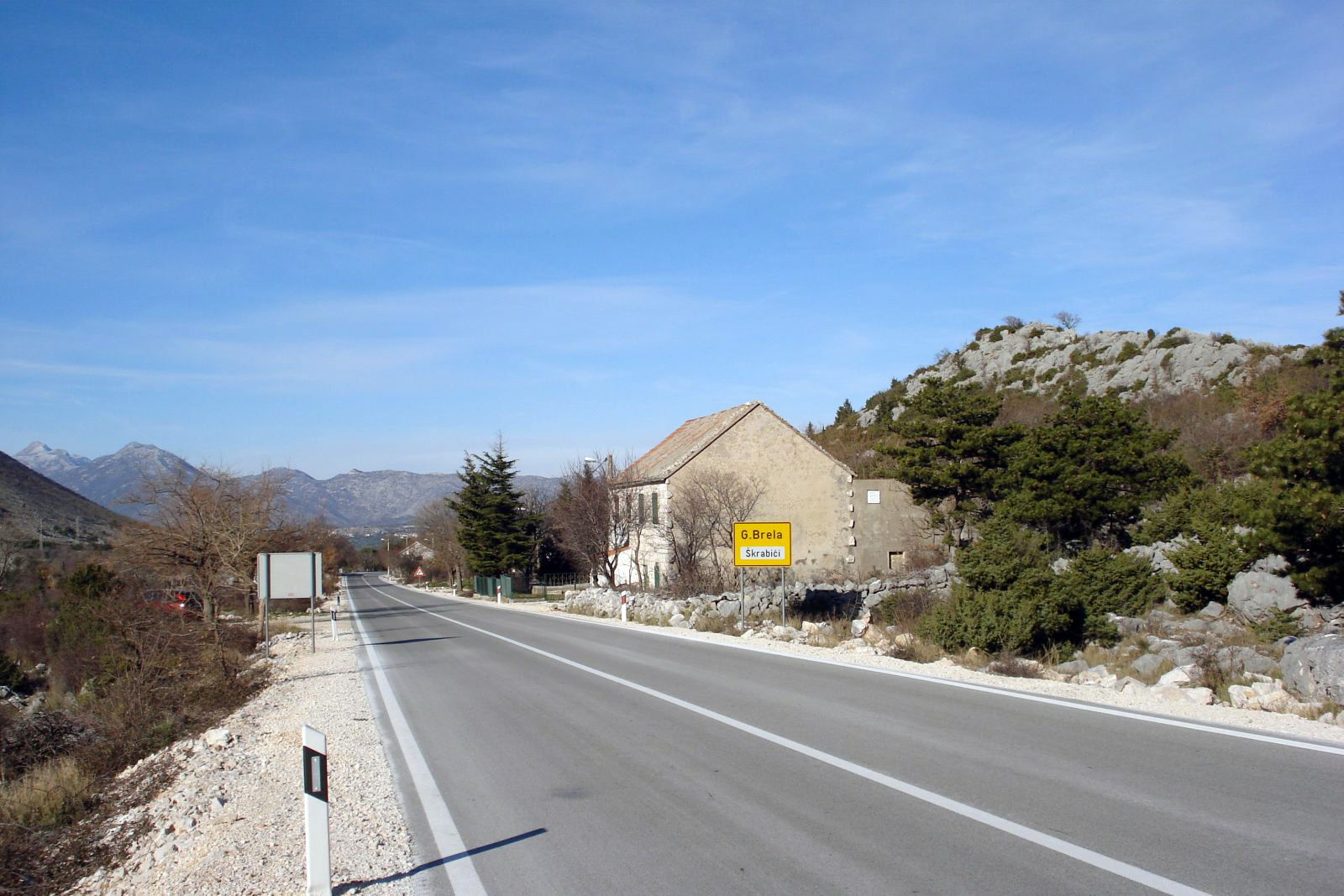
Škrabići
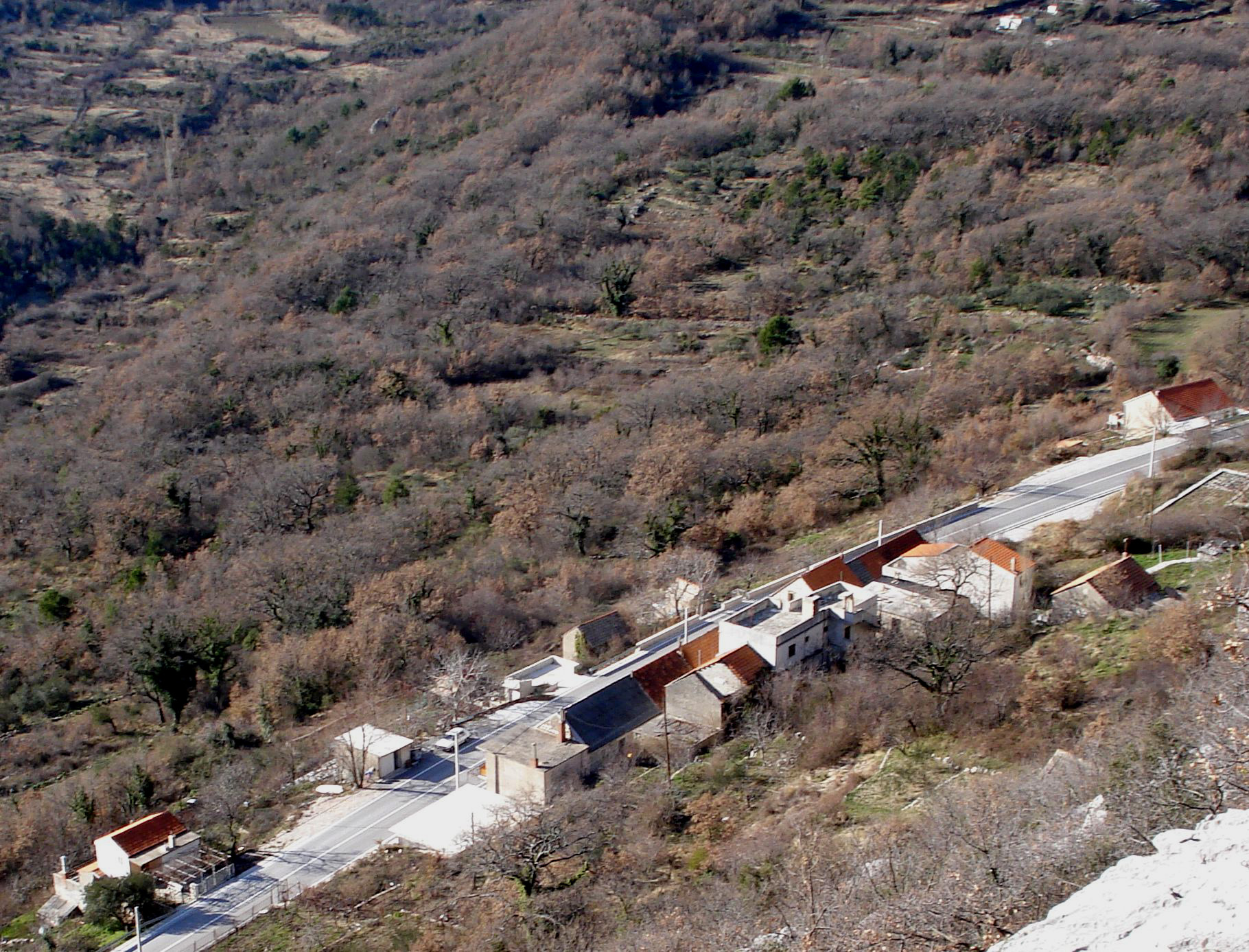
Carevići